# Peronospora manshurica
La peronospora della soia (Peronospora manshurica (Naumov) Syd, 1923) è un organismo in precedenza classificato come fungo ma che ora viene considerato parte dei Cromalveolati, un raggruppamento di Cromisti. Esso causa una malattia della soia diffusa in Europa, America, Asia, e in alcune parti dell'Africa. L'incidenza è particolarmente elevata in annate molto umide, ma in Italia non raggiunge quasi mai gravità tale da destare preoccupazione.

## Sintomatologia ed identificazione
La malattia è riconoscibile per la formazione di macchie decolorate sulla pagina superiore delle foglie. Inizialmente, le aree infette sono puntiformi, poi diventano più ampie e tendono ad imbrunire e a disseccare partendo dal centro;  attorno a queste macchie permane un alone giallastro. Se le condizioni ambientali sono idonee, sulla pagina inferiore della foglia in corrispondenza delle macchie si forma una muffetta grigiastra, costituita dai conidiofori dell'organismo. In genere le macchie sono più estese sulle foglie giovani, mentre rimangono puntiformi su quelle più vecchie.
Sui baccelli non si notano sintomi esterni evidenti, ma all'interno si formano incrostazioni biancastre sui semi costituite da micelio ed oospore. I semi colpiti rimangono di ridotte dimensioni e con il tegumento danneggiato. Se vengono fatti germinare l'infezione passa alla pianta.
Le plantule originate da semi infetti manifestano i primi sintomi già dopo 15 giorni con sviluppo stentato, foglie striminzite, decolorate e con i bordi accartocciati.
Peronospora manshurica presenta conidiofori esili, lunghi 200 – 500 µm, ramificati e portanti all'apice conidi incolori tondeggianti oppure allungati, che misurano 18 – 21 x 24 – 27 µm.
Le oospore sono tondeggianti, con diametro compreso tra 30 e 50 µm.

## Biologia ed epidemiologia
Peronospora manshurica è un patogeno obbligato che si conserva durante il periodo invernale nei residui vegetali infetti e nei semi come oospora. Le oospore possono rimanere vitali nel terreno per 8 anni.
In genere le infezioni si originano dai semi; quando questi germinano si ha la germinazione anche delle oospore presenti che infettano la piantina.
Le infezioni sono possibili solo se l'aria e umida e la temperatura compresa tra 10 e 25 °C; in queste condizioni si formano gli sporangi che trasportati dal vento e dall'acqua originano le infezioni secondarie sulle foglie. In questo caso l'organismo penetra attraverso gli stomi o perforando la cuticola fogliare, in seguito l'accrescimento procede per via intracellulare tramite sviluppo di austori. Per l'avvio dell'infezione fogliare sono necessarie almeno 5 ore di bagnatura. Le foglie giovani sono più suscettibili.
Con umidità relativa elevata (95 –100%) e temperatura di 22-24 °C l'incubazione dura appena 5 – 6 giorni; in generale con temperatura compresa tra 10 e 25 °C la durata del ciclo è di 8 – 10 giorni. Al di sotto dei 10 e al di sopra dei 30 °C la formazione degli sporangi cessa; per questo motivo le infezioni rallentano nel periodo estivo più caldo e siccitoso.
Sulle foglie compaiono macchie clorotiche, che in condizioni di elevata umidita relativa differenziano le ife conidiofore che portano i conidi. Tale evasione è visibile sulla pagina inferiore della foglia sotto forma di una muffetta grigiastra.
In seguito, negli organi infetti, l'organismo si riproduce sessualmente e si ha la formazione di oospore che fungeranno da organo di conservazione durante l'inverno.

## Lotta
Anche se è molto diffusa, in genere in Italia la gravità degli attacchi della peronospora della soia non sono tali da giustificare specifici interventi di difesa. Molto importanti sono le misure preventive che tendono ad evitare lo sviluppo delle infezioni. A questo proposito si ricorda:
- Impiego di semente sana, non infetta da oospore di Peronospora manshurica
- concia del seme
- impiego di cultivar resistenti
- interramento in profondità dei residui colturali sui quali l'organismo sverna
- avvicendamento con altre specie